# Jena-Zentrum

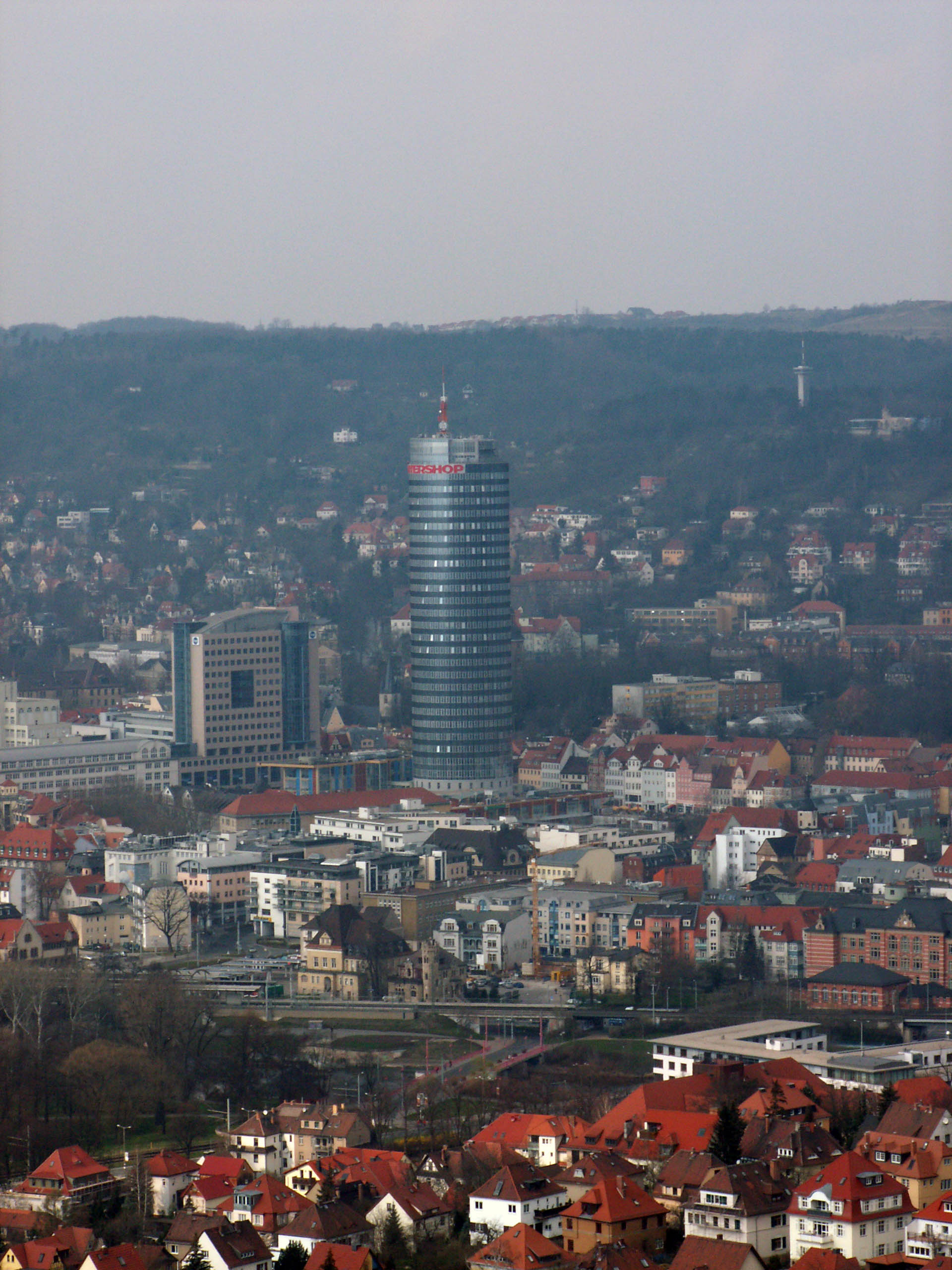
Blick auf Jena-Zentrum.

Jena-Zentrum ist ein Stadtteil der Stadt Jena. Er beinhaltet den infrastrukturellen und historischen Kern der Stadt sowie zahlreiche markante Bauten. In Jena-Zentrum leben 7.738 Einwohner. 

## Geografie
Jena-Zentrum ist 1,21 km² groß und grenzt im Süden an den Stadtteil Jena-Süd, im Westen an Jena-West, im Norden an Jena-Nord. Im Nordosten wird das Zentrum durch die Saale an den Ortsteil Wenigenjena begrenzt, im Südosten an die Kernberge.

## Geschichte
Im Gebiet der Altstadt Jena in der Nähe der Johannis- und Saalstraße gab es im Mittelalter mehrere befestigte Herrensitze. Am Kreuz bzw. der Weigelstraße haben sich noch der Burgkeller und Baureste erhalten. Man nimmt an, dass vor dem Bau der Stadtmauer der Verkehr durch die Stadt zur Saale überwacht und unterstützt wurde. Die mittelalterliche Eigenbefestigung Nydeck war ein Wohnturm unmittelbar am Kreuz oder Burgkeller. Das Fundament und die ersten oberen Teile stammten aus dem 12. Jahrhundert. Der obere Teil war aus dem 13. und 14. Jahrhundert. Der Wohnturm kam durch den Bombenangriff auf Jena zum Vorschein. Er wurde jedoch nach dem Krieg abgerissen.

## Gebäude
In Jena-Zentrum befinden sich zahlreiche stadtbildprägende und für die Entwicklung der Stadt wichtige Gebäude, darunter der Jentower, die Gebäude der Friedrich-Schiller-Universität sowie die Thüringer Universitäts- und Landesbibliothek und die Stadtkirche St. Michael.

## Verkehr
Durch Jena-Zentrum führen sämtliche Straßenbahn- und Buslinien des Jenaer Nahverkehrs. Außerdem befindet sich hier der ICE-Haltepunkt Jena Paradies sowie der Busbahnhof für den Regionalverkehr.